# Ställbart universum

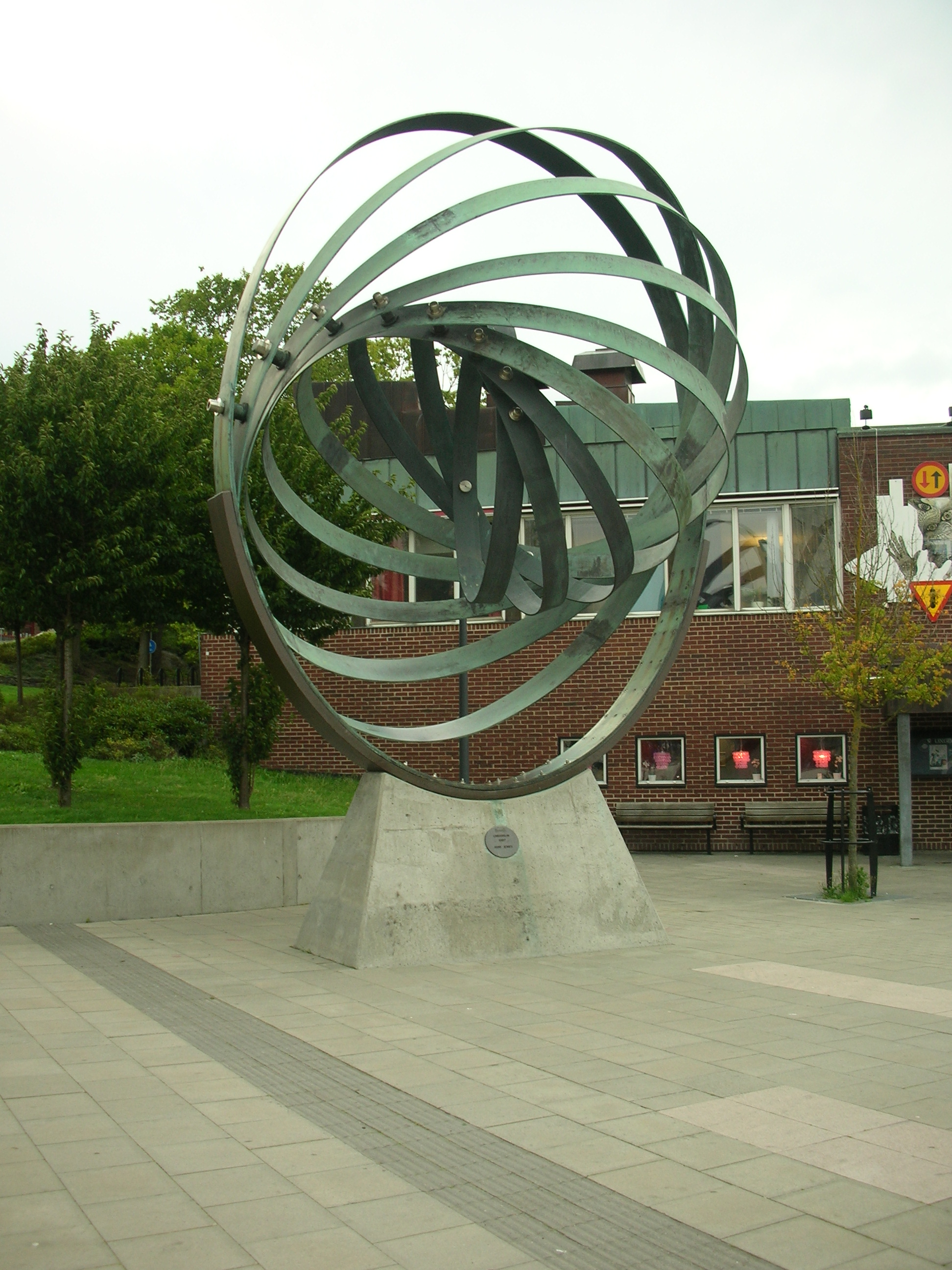
Ställbart universum, Arne Jones, 1967

Ställbart universum är en abstrakt skulptur i koppar av Arne Jones från 1967, med placering vid Frölunda torg i Göteborg. I samband med den omfattande renoveringen av spårvagnshållplatsen och den anslutande torgytan som påbörjades 2008 var skulpturen nedmonterad för underhåll. Under förvaringstiden utsattes den för vandalisering i form av stöld av de innersta ringarna, men har nu restaurerats och återinstallerats, dock en liten bit bort från de två tidigare lägen den stått placerad på, då bland annat en trappa ned till spårvagnshållplatsen tillkommit.